# Cranc dels cocoters
El cranc dels cocoters (Birgus latro) és una espècie de crustaci decàpode terrestre de la família dels cenobítids. Es tracta de l'artròpode terrestre més gros del món, amb una llargada de fins a 1 m entre punta i punta de les potes i un pes de fins a 4,1 kg. Viu en illes de tot l'oceà Índic i part de l'oceà Pacífic, on la seva distribució s'estén a l'est fins a les Illes Gambier i les Illes Pitcairn, seguint la distribució dels cocoters. Ha desaparegut de la majoria de zones amb poblacions humanes significatives, incloent-hi el continent australià i Madagascar.
És l'única espècie del gènere Birgus i un parent proper dels bernats ermitans terrestres del gènere Coenobita. Presenta tota una sèrie d'adaptacions a la vida a terra. Igual que altres bernats ermitans, els individus joves empren closques de gastròpode buides com a refugi, però els adults desenvolupen un exoesquelet robust a l'abdomen i prescindeixen de les closques. Els crancs dels cocoters respiren a través dels seus pulmons branquioestegals en lloc de les seves brànquies vestigials, per la qual cosa els adults poden arribar a ofegar-se si passen massa temps sota l'aigua.
En algunes llengües se'l coneix també amb el nom de «cranc lladre» o «lladre de les palmeres», perquè es rumoreja que alguns crancs dels cocoters han robat objectes brillants com ara cassoles i coberts de cases i tendes de campanya. El cranc dels cocoters també té altres noms locals com ayuyu a Guam, o unga o kaveu a les illes Cook. A Guam, a vegades se'l denomina «cranc dels cocoters taotaomo'na» per la creença tradicional que els esperits dels avantpassats poden tornar en forma d'animals com l'ayuyu.

## Morfologia
Varien les descripcions de la mida de B. latro, però la majoria de referències donen un pes de fins a quatre quilograms, una llargada corporal de fins a quaranta centímetres, i una envergadura de les potes d'uns vint centímetres. Els mascles solen ser més grossos que les femelles. Es creu que aquest animal està a prop del límit teòric per un artròpode terrestre. Les diferents fonts li donen una longevitat d'entre trenta i seixanta anys.
El cos del cranc dels cocoters, com el de tots els decàpodes, està dividit en una secció anterior (cefalotòrax), que té deu potes, i un abdomen. El parell de potes davanter té unes pinces grosses que utilitza per obrir cocos, i que poden alçar objectes de fins a 29 kg de pes. Els dos parells següents, com en altres bernats ermitans, són potes caminadores grosses i potents que permeten als crancs dels cocoters enfilar-se per arbres, sovint cocoters, de fins a sis metres d'alçada. El quart parell de potes és més petit, amb unes pinces a la punta que permeten als crancs joves arrapar-se a l'interior d'una closca de mol·lusc o de coco per protegir-se; els adults les utilitzen per caminar i per grimpar. L'últim parell de potes és molt petit i només serveix per netejar els òrgans respiratoris. Pel que fa al color, els crancs de diferents illes presenten certes diferències, amb tons que van des d'un violat clar, passant per un lila fosc, fins al marró.
Tot i que B. latro és un tipus derivat de bernat ermità, només els exemplars joves utilitzen closques de cargols per protegir el seu abdomen tou, i els adolescents, a vegades, utilitzen closques de coco trencades per protegir-se, com ho fan molts crancs autèntics. L'abdomen endurit protegeix el cranc dels cocoters i en redueixen la pèrdua d'aigua a la terra ferma, però l'han de mudar cada cert temps. La muda dura uns trenta dies, durant els quals el cos de l'animal és tou i vulnerable, i roman amagat per protegir-se.

### Respiració
Excepte en el seu estat larval, els crancs dels cocoters no poden nedar, i fins i tot els exemplars petits s'ofeguen dins l'aigua. Utilitzen un òrgan especial denominat pulmó branquiostegal per respirar. Aquest òrgan pot ser considerat un estadi de desenvolupament entre les brànquies i els pulmons, i és una de les adaptacions més significatives del cranc dels cocoters al seu hàbitat. Les cambres d'aquest òrgan respiratori es troben a la part posterior del cefalotòrax. Contenen un teixit similar al de les brànquies, però adaptat per absorbir oxigen de l'aire en lloc de l'aigua. Utilitzen el seu parell posterior de potes, el més petit, per netejar aquests òrgans i per humitejar-los amb aigua marina. Els òrgans requereixen aigua per funcionar, i el cranc els en dona fregant les potes mullades amb els teixits esponjosos. Els crancs dels cocoters també poden beure aigua dolça o salada, utilitzant la mateixa tècnica per dur-se aigua a la boca.
A més d'aquest òrgan respiratori, el cranc dels cocoters té un conjunt de brànquies rudimentari. Tanmateix, mentre que aquestes brànquies foren probablement utilitzades per respirar dins l'aigua en algun punt de la història evolutiva de l'espècie, en l'actualitat ja no subministren prou oxigen, i un cranc submergit dins l'aigua s'ofegarà en pocs minuts; el temps exacte varia, i depèn probablement del nivell d'estrès i d'activitat física de l'animal, amb el consegüent consum d'oxigen.

### Olfacte
Un altre òrgan distintiu del cranc dels cocoters és el seu «nas». El procés olfactori funciona de manera molt diferent segons si les molècules inspirades són molècules hidròfiles dins l'aigua o molècules hidròfobes a l'aire. Com que la majoria de crancs viuen a l'aigua, tenen òrgans especialitzats anomenats estetascs a les antenes que serveixen per determinar tant la concentració com la direcció d'una olor. En canvi, com que els crancs dels cocoters viuen a la terra, els estetascs de les seves antenes difereixen significativament dels d'altres crancs, i s'assemblen més als òrgans olfactoris dels insectes, anomenats sensil·les.
Tot i que els insectes i els crancs dels cocoters han seguit camins evolutius diferents, la mateixa necessitat de detectar olors a l'aire portà al desenvolupament d'òrgans marcadament similars, fent-ne un exemple d'evolució convergent. Com els insectes, els crancs dels cocoters també mouen ràpidament les antenes per millorar la recepció. Tenen un excel·lent sentit de l'olfacte i poden detectar olors a grans distàncies; l'olor de carn podrida, plàtans o cocos, que són fonts d'aliment potencials, atreuen especialment la seva atenció.

## Reproducció
Els crancs dels cocoters s'aparellen sovint a terra ferma durant el període de maig a setembre, especialment al juliol i agost. El mascle i la femella es barallen, i el mascle posa la femella panxa enlaire per aparellar-s'hi. El procés d'aparellament complet és força ràpid, i dura aproximadament un quart d'hora. Poc després, la femella pon els ous i els enganxa a la part inferior del seu abdomen, portant els ous fertilitzats sota el seu cos durant uns mesos. Al període d'eclosió, normalment octubre o novembre, la femella deixa els ous dins l'oceà durant la marea alta. Les larves són del tipus zoea, com és habitual pels crustacis decàpodes. Es creu que tots els crancs dels cocoters ho fan la mateixa nit, amb nombroses femelles alhora a la platja.
Les larves floten a l'oceà durant quatre setmanes, durant les quals gran part d'elles són menjades per depredadors. Després, viuen al fons marí i a la costa com bernats ermitans i, utilitzen les closques que han deixat altres animals per protegir-se durant quatre setmanes més. En aquesta fase, en algunes ocasions, visiten la terra ferma. Com tots els bernats ermitans, canvien les closques a mesura que creixen. Després d'aquestes quatre setmanes, deixen l'oceà per sempre i perden la capacitat de respirar dins l'aigua. Els exemplars joves que no poden trobar una closca de la mida adient sovint també utilitzen cocos trencats. Quan ja són massa grans fins i tot per les closques de coco, desenvolupen un abdomen endurit. Entre quatre i vuit anys després de l'eclosió, els crancs dels cocoters assoleixen la maduresa sexual i es poden reproduir. Aquest és un període de desenvolupament particularment llarg per un crustaci.

## Dieta

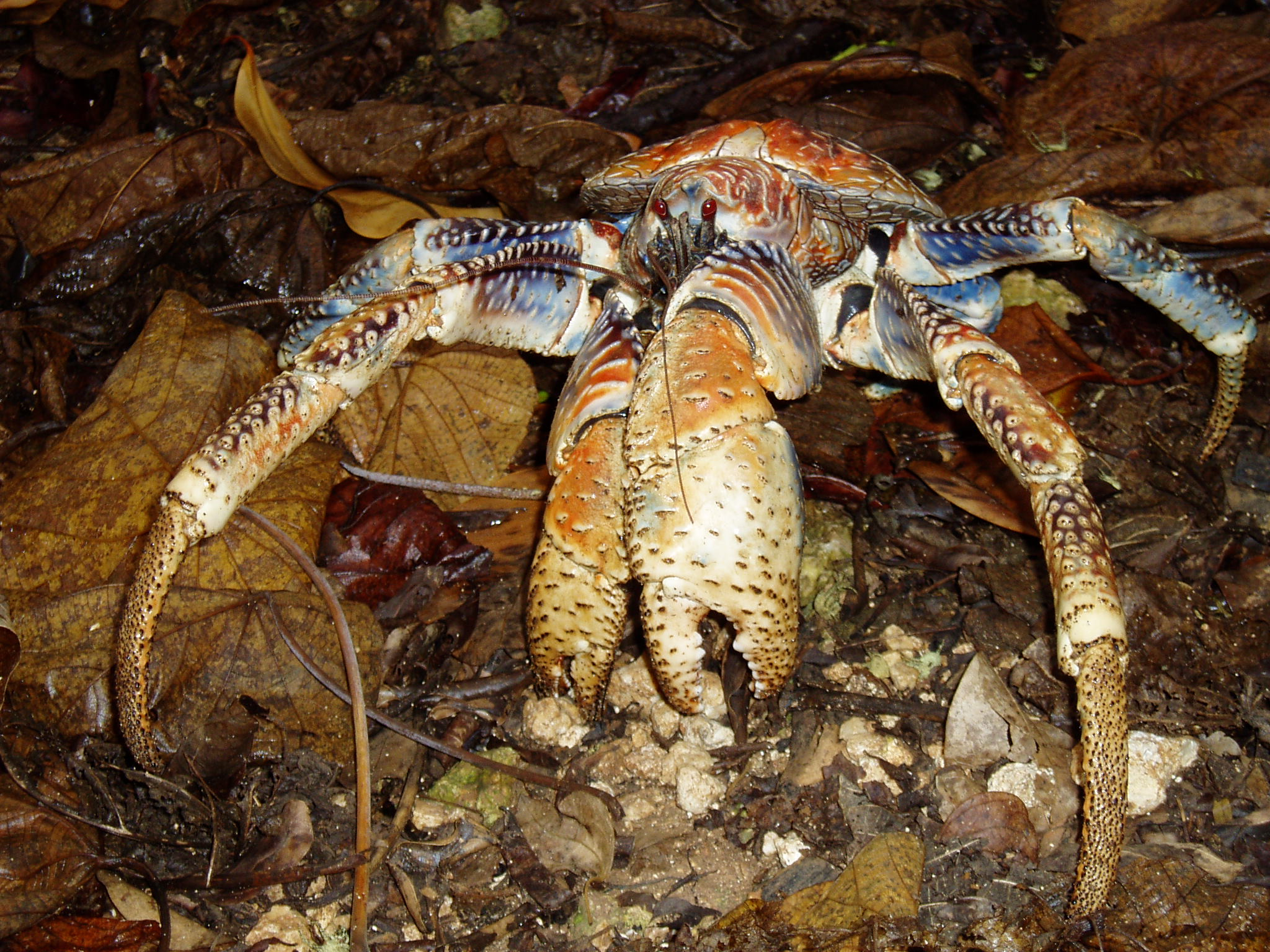
Els crancs dels cocoters varien en mida i coloració.

La dieta dels crancs dels cocoters consisteix principalment en fruita, incloent-hi cocos i figues. Tanmateix, mengen gairebé qualsevol cosa orgànica, incloent-hi fulles, fruita en putrefacció, ous de tortuga, animals morts, i les closques d'altres animals, aquestes últimes perquè porten calci. També poden menjar animals vivents que són massa lents per fugir, com ara tortugues marines acabades de néixer. En un experiment, s'observà un cranc dels cocoters caçant i menjant-se una rata de la Polinèsia (Rattus exulans). Els crancs dels cocoters intenten sovint robar-se menjar els uns als altres, i s'emporten l'aliment als caus per estar segurs mentre mengen.
Els crancs dels cocoters s'enfilen als arbres per menjar cocos o fruita, per fugir de la calor o per evitar depredadors. És una creença comuna que el cranc dels cocoters arranca els cocos dels arbres per menjar-se'ls a terra; d'aquí venen els noms alemany Palmendieb, que literalment vol dir ‘lladre de les palmeres’, i el neerlandès Klapperdief. Tanmateix, segons el difunt biòleg alemany Holger Rumpf (escrit a vegades Rumpff), l'animal no és prou intel·ligent per fer aquest tipus d'accions planejades, sinó que deixa caure accidentalment els cocos mentre intenta obrir-los als arbres. Els crancs dels cocoters utilitzen les seves potents urpes per obrir forats en els cocos i, seguidament, se'n mengen el contingut; aquest comportament és únic en el regne animal.
Thomas Hale Streets tractà aquest comportament el 1877, dubtant que el cranc pogués escalar arbres per arribar a les nous. A la dècada del 1980, Holger Rumpf fou capaç de confirmar les observacions de Streets, observant i estudiant com els crancs obren cocos en estat salvatge. El cranc ha desenvolupat una tècnica especial per fer-ho: si el coco encara està cobert de bajoca, utilitza les seves pinces per arrancar-ne tires, començant sempre per un costat amb els tres porus de germinació, el grup de tres petits cercles situats a l'exterior del coco. Una vegada els porus són visibles, el cranc en colpeja un amb les pinces fins que es trenquen. Seguidament, es gira i utilitza les pinces més petites de les altres potes per retirar la polpa blanca del coco. Amb les seves pinces potents, els exemplars més grans poden fins i tot trencar el dur coco en fragments més petits per menjar-se'l amb més facilitat.

## Hàbitat i difusió

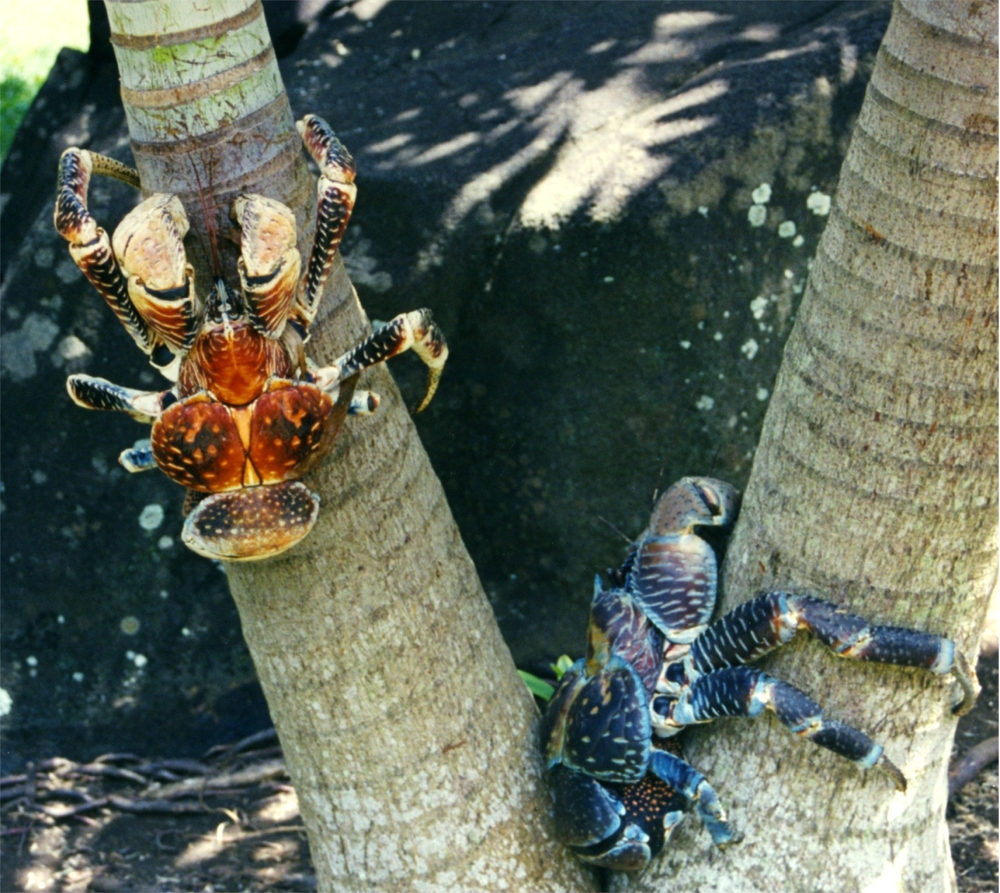
Crancs dels cocoters a Bora-Bora.

Els crancs dels cocoters viuen en solitari en caus subterranis i fissures en les roques, depenent del terreny. Excaven els seus propis caus en sorra o sòls sense cohesió. Durant el dia, l'animal roman ocult, per protegir-se de depredadors i reduir la pèrdua d'aigua per la calor. Els caus dels crancs contenen unes fibres molt fines però fortes de la bajoca de coco que els animals utilitzen com estratificació; aquestes fibres eren recollides pels habitants locals que desitjaven el material per treballs manuals. Mentre reposen al cau, els crancs dels cocoters en tanquen l'entrada amb una de les seves urpes per crear-hi el microclima humit que requereixen els seus òrgans respiratoris. Tot i això, els crancs poden sortir de dia si les condicions meteorològiques són favorables —és a dir, amb pluja o amb una humitat elevada—, i així poden respirar amb més facilitat. L'alta densitat de població també els empeny a sortir de dia, potser per aconseguir un avantatge en la recerca d'aliment. Viuen exclusivament a la terra, i alguns se'ls ha trobat fins a sis quilòmetres del mar.
Els crancs dels cocoters viuen en regions des de l'oceà Índic fins al Pacífic central. L'Illa Christmas de l'oceà Índic té la població més gran i més ben conservada. Altres poblacions de l'oceà Índic són les de les Seychelles, especialment Aldabra, les illes Glorioses, Astove, l'Illa d'Assumpció, i Cosmoledo, però el cranc està extint a les illes centrals. També habiten en algunes de les illes Andaman i Nicobar al Golf de Bengala. N'hi ha molts a les illes Chagos, també conegudes com a Territoris Britànics de l'Oceà Índic. En aquestes illes està prohibit caçar-los o consumir-los, amb multes de fins a 1.500 lliures (aproximadament 1.900 €) A Maurici i Rodrigues, els crancs dels cocoters estan extints.
Al Pacífic, la seva difusió s'anà coneixent gradualment. Charles Darwin creia que només es trobava en «una única illa de corall al nord de les illes de la Societat». En realitat, el cranc té una difusió molt més ampla, tot i que certament no és abundant en totes les illes del Pacífic en què viu. N'existeixen grans poblacions a les illes Cook, especialment a Pukapuka, Suwarrow, Mangaia, Takutea, Mauke, Atiu i Palmerston. Aquestes illes es troben a prop del límit oriental de la seva distribució, igual que les illes de la Línia, on el cranc és especialment comú a Teraina, amb els seus abundants boscs de cocoters, i l'Illa Carolina.
Com que els adults no poden nedar, els crancs dels cocoters deuen haver colonitzat les illes al llarg del temps mitjançant les larves, que sí que poden nedar. Tanmateix, a causa de les grans distàncies entre les illes, alguns investigadors creuen que un estadi larval de quatre setmanes no és suficient per recórrer la distància, i assumeixen que crancs dels cocoters joves arribaren a altres illes sobre troncs i altres restes flotants.
La distribució dels crancs presenta alguns forats, per exemple, al voltant de Borneo, Indonèsia o Nova Guinea. Aquestes illes eren fàcilment accessibles pels crancs, i també tenen un hàbitat apte per ells, però no hi ha poblacions de crancs. Això es deu al fet que foren caçats i menjats fins a l'extinció pels humans. Tanmateix, se sap que viuen crancs dels cocoters a les illes del Parc Nacional Marí de Wakatobi a Cèlebes, Indonèsia.

## Relació amb els humans

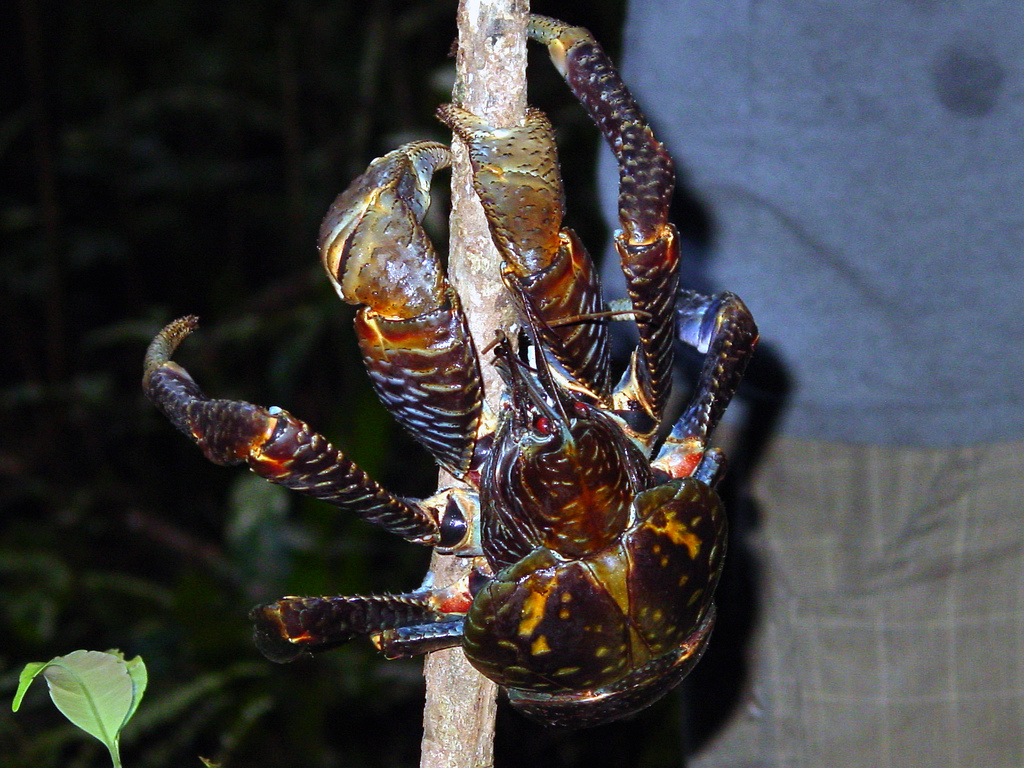
Un exemplar observat de prop

Aquest cranc, amb la seva mida i força intimidant, ocupa un lloc especial a la cultura de moltes societats humanes amb què comparteix la seva distribució. El cranc dels cocoters és admirat per la seva força, i es diu que hi ha pagesos que utilitzen aquest animal per vigilar les seves plantacions de cocos. Aquest cranc també es ven com animal de companyia, especialment si encara no ha acabat de créixer, per exemple, a Tòquio. La gàbia ha de ser prou resistent perquè l'animal no pugui utilitzar les seves potents pinces per fugir-ne. Si un cranc dels cocoters pessiga algú, no només li farà mal, sinó que, espantat, s'hi agafarà fort. Thomas Hale Streets recull un truc utilitzat pels micronesis de les illes de la Línia, per fer que un cranc dels cocoters es deixi anar:
| « | Podria resultar interessant saber que, en una situació com aquesta, unes suaus pessigolles a les toves parts inferiors del cos amb un material lleuger faran que el cranc es deixi anar. | » |
| — | |   |

El cranc dels cocoters és menjat pels illencs del Pacífic, i és considerat una delicadesa i un afrodisíac, amb un gust similar al de la carn de llagosta i de cranc. Les parts més preuades són els ous que es troben dins la femella i el greix situat a l'abdomen. Els crancs poden ser cuinats de manera similar a les llagostes, bullint-los o fent-los al vapor. A les diferents illes hi ha diferents receptes, com ara cranc dels cocoters cuinat en llet de coco. Mentre que el cranc dels cocoters no és intrínsecament verinós, pot esdevenir-ho segons la seva dieta, i hi ha hagut casos d'enverinament pels crancs dels cocoters. Es creu que aquest verí ve de toxines vegetals, cosa que explicaria per què alguns animals són verinosos i altres no. En alguns llocs, aquest verí és considerat un afrodisíac, igual que l'altament verinós peix globus que es menja al Japó. Tanmateix, els crancs dels cocoters no són una mercaderia i no se'ls sol vendre.
A vegades, els nens juguen amb crancs dels cocoters posant herba molla en un angle sobre una palmera on hi hagi un cranc. Quan l'animal baixa, es pensa que l'herba es troba a terra, es deixa anar de l'arbre i cau.

### Estat de conservació
Segons els criteris de la Llista Vermella de la UICN, actualment no hi ha prou dades per determinar si el cranc dels cocoters és una espècie amenaçada i, per tant, se'l classifica provisionalment com a DD (dades insuficients), avisant que aquesta valoració ha de ser actualitzada. Tanmateix, segons alguns informes, les poblacions són bastant grans, i una de les més grans és la de l'Illa Carolina. Es creu que el cranc és bastant comú en algunes illes, però més aviat rar en altres. El desenvolupament a les costes de moltes illes en redueix l'hàbitat natural.
Els exemplars joves són vulnerables a espècies introduïdes carnívores com ara rates i porcs, o formigues com ara Anoplolepis gracilipes. Els exemplars adults tenen pocs depredadors naturals, i els humans són els únics que se'n mengen quantitats significatives. Els adults tenen una vista pobra i detecten els enemics gràcies a les vibracions del terra.
En general, sembla que les grans poblacions humanes tenen un efecte negatiu sobre les poblacions de crancs dels cocoters, i en algunes zones, s'ha informat d'un declivi de les poblacions causat per una caça excessiva. El cranc dels cocoters està protegit en algunes àrees, amb la fixació de mides mínimes de captura i un període de protecció durant l'aparellament.